# 文之显
文之显，广东人，是一名明朝政治人物。
文之显曾于崇祯年间接替杨闻中任延平府知府一职，崇祯年间由王士和接任。